# (16007) Kaasalainen
(16007) Kaasalainen est un astéroïde de la ceinture principale.

## Description
(16007) Kaasalainen est un astéroïde de la ceinture principale. Il fut découvert le 20 janvier 1999 à Caussols par le projet ODAS. Il présente une orbite caractérisée par un demi-grand axe de 2,31 UA, une excentricité de 0,10 et une inclinaison de 7,6° par rapport à l'écliptique.